# 球磨机
球磨机是一种研磨机械，同时具有混合作用。

球磨机工作原理圖

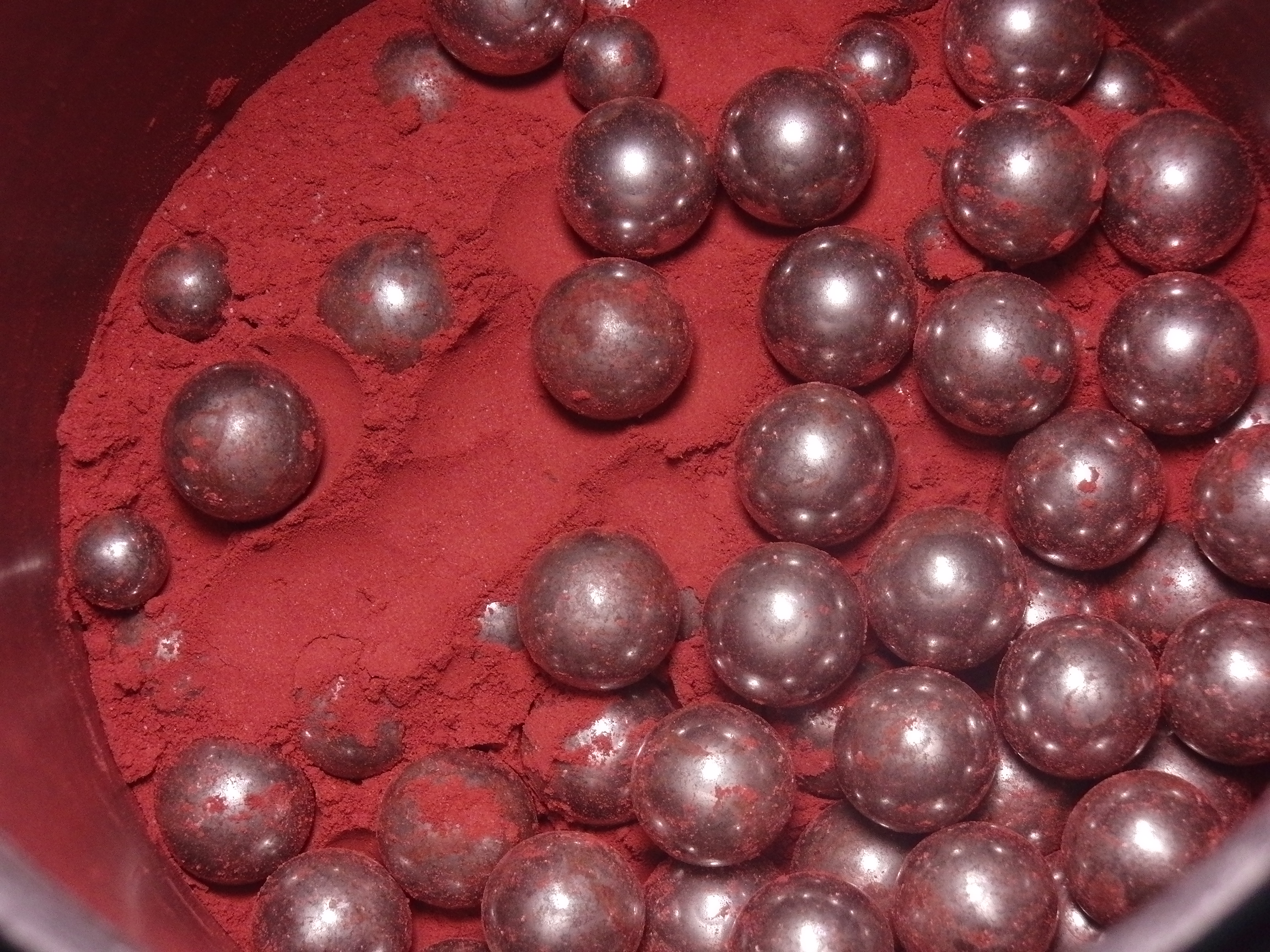
球磨機與鋼珠磨子

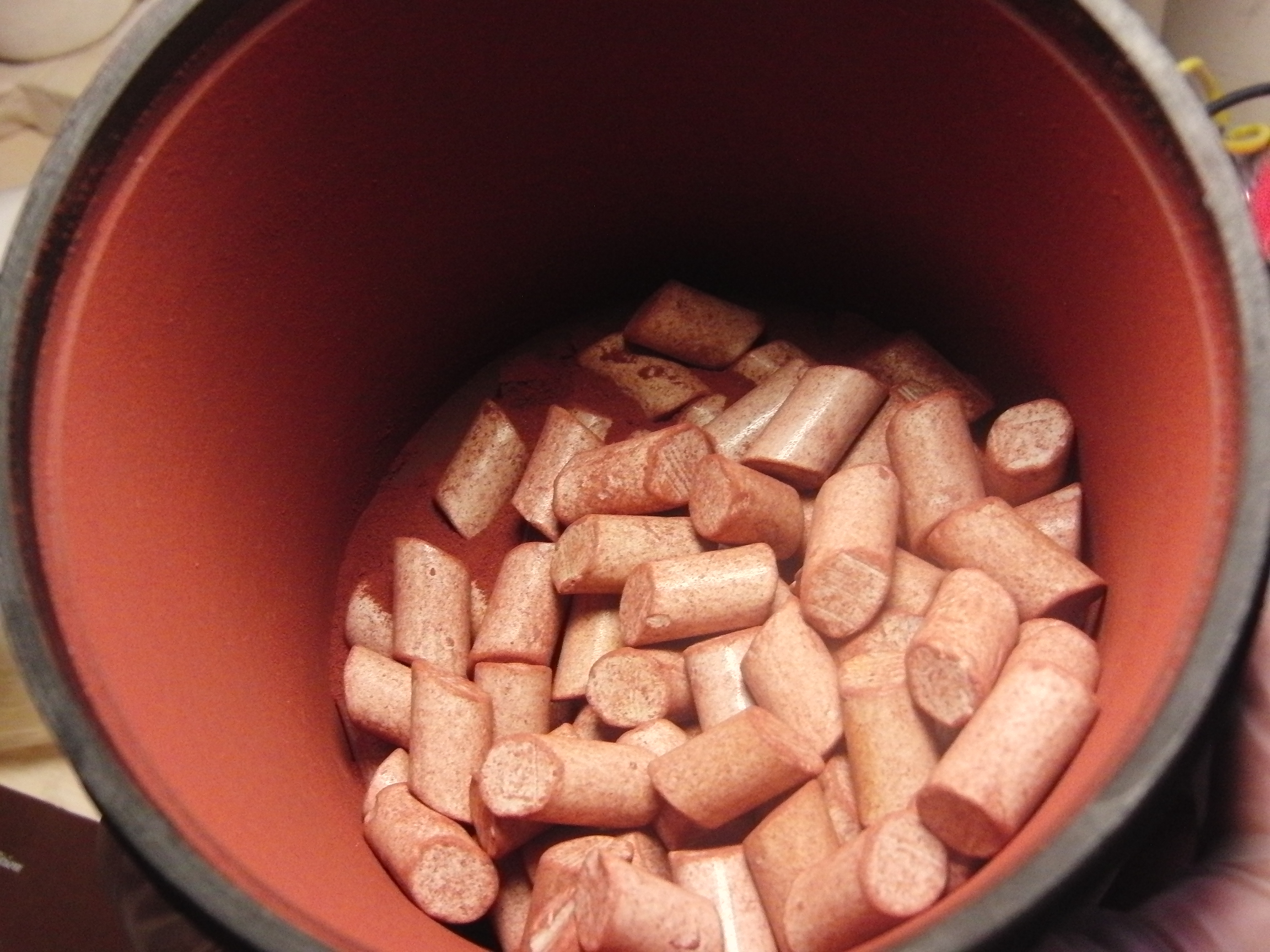
球磨機與陶瓷磨子

球磨机机身呈圆筒状，内装球形研磨体和物料；机身旋转时所产生的离心力和摩擦力，将物料和研磨体同时带到一定高度后落下，经过不断地相互撞击和摩擦将物料磨成细粉。
可分为乾法和湿式两种方式；湿式操作常配置分级机，乾法操作配置抽风和分离设备。
它广泛应用于水泥、硅酸盐制品、新型建筑材料、耐火材料、化肥、黑色与有色金属选矿以及玻璃陶瓷等行业。对各种矿石和其它可磨性物料进行干式或湿式粉磨。球磨机适用于粉磨各种矿石及其它物料，被广泛用于选矿，建材及化工等行业。根据排矿方式不同，可分格子型和溢流型两种。
根據不同物質會選用不同的的研磨子。研磨子大致上可以分為金屬與非金屬兩類。金屬的有如不鏽鋼珠和鎢鋼珠等；非金屬的有如氧化鋁陶瓷、鋯瓷、鵝卵石和大理石等。如在研磨硫、磷和碘等，會與金屬作用之物質應選用陶瓷研磨子；而陶瓷研磨子能研磨大多數物質，但其缺點在於较难清潔。
研磨產品之徑度取決於幾項物理因素：
1. 研磨子碰撞頻率 (與研磨子數量、體積和研磨桶轉速等有關)
2. 研磨時間長短 (頻率乘上時間等於次數，研磨次數越多、徑度越小)
3. 研磨物之物理、化學特性 (如：延展性、脆性、機械穩定性)
4. 研磨桶之幾何形狀與材質 (影響頻率的一項因素)

## 注意事項
球磨機不可研磨低機械性強度之化學物質，且在濕式球磨時也要確認介質與物質是否有足夠之穩定性。
1. 氧化劑不可與還原劑一同進行球磨。如：氯酸鉀與紅磷不得一同球磨。
2. 機械穩定性差之化學物質。如：苦味酸、疊氮化鉛